# Завішиці
Завішиці (пол. Zawiszyce, нім. Sabschütz) — село в Польщі, у гміні Ґлубчиці Ґлубчицького повіту Опольського воєводства.
Населення — 375 осіб (2011).

## Демографія
Демографічна структура станом на 31 березня 2011 року:
|          | Загалом | Допрацездатний вік | Працездатний вік | Постпрацездатний вік |
| -------- | ------- | ------------------ | ---------------- | -------------------- |
| Чоловіки | 183     | 42                 | 121              | 20                   |
| Жінки    | 192     | 41                 | 105              | 46                   |
| Разом    | 375     | 83                 | 226              | 66                   |